# Синсе
Синсе (исп. Sincé) — город и муниципалитет на севере Колумбии, на территории департамента Сукре. Входит в состав субрегиона Ла-Сабана.

## История
Поселение, из которого позднее вырос город, было основано 10 ноября 1775 года.

## Географическое положение
Город расположен в центральной части департамента, в пределах Прикарибской низменности, на расстоянии приблизительно 25 километров к востоку-юго-востоку (ESE) от города Синселехо, административного центра департамента. Абсолютная высота — 141 метр над уровнем моря.
Муниципалитет Синсе граничит на севере с территориями муниципалитетов Лос-Пальмитос и Сан-Педро, на северо-востоке — с муниципалитетом Буэнависта, на юго-востоке — с муниципалитетом Галерас, на юге — с муниципалитетом Эль-Робле, на юго-западе — с муниципалитетом Коросаль, на юго-западе — с муниципалитетом Сан-Хуан-де-Бетулия, на востоке — с территорией департамента Боливар. Площадь муниципалитета составляет 410,56 км².

## Население
По данным Национального административного департамента статистики Колумбии, совокупная численность населения города и муниципалитета в 2015 году составляла 33 688 человек.
Динамика численности населения муниципалитета по годам:
| 2005   | 2006   | 2007   | 2008   | 2009   | 2010   | 2011   | 2012   | 2013   | 2014   | 2015   |
| ------ | ------ | ------ | ------ | ------ | ------ | ------ | ------ | ------ | ------ | ------ |
| 30 648 | 30 819 | 31 110 | 31 423 | 31 740 | 32 065 | 32 390 | 32 713 | 33 039 | 33 361 | 33 688 |

Согласно данным переписи 2005 года мужчины составляли 50,9 % от населения Синсе, женщины — соответственно 49,1 %. В расовом отношении белые и метисы составляли 93,1 % от населения города; негры, мулаты и райсальцы — 6,9 %.
Уровень грамотности среди всего населения составлял 82,7 %.

## Экономика
54,6 % от общего числа городских и муниципальных предприятий составляют предприятия торговой сферы, 28,6 % — предприятия сферы обслуживания, 16,3 % — промышленные предприятия, 0,5 % — предприятия иных отраслей экономики.